# Verklaring van geen bezwaar
Een verklaring van geen bezwaar (VGB) is in Nederland een verklaring die na een veiligheidsonderzoek door of namens de minister van Binnenlandse Zaken wordt afgegeven aan een persoon die in aanmerking komt voor een vertrouwensfunctie. Een veiligheidsonderzoek is diepgaander dan een onderzoek voor een  Verklaring Omtrent het Gedrag (VOG). Een veiligheidsonderzoek is niet hetzelfde als een antecedentenonderzoek. Een antecedentenonderzoek is meestal een onderzoek naar justitiële gegevens die nodig zijn voor bijvoorbeeld een VOG. Een veiligheidsonderzoek is veel breder. Voor het omgaan met staatsgeheime informatie is een VGB vereist.
Voor de oprichting van een rechtspersoon zoals de besloten vennootschap was voorheen ook een verklaring van geen bezwaar van het ministerie van Justitie vereist. Zonder dit document mocht de notaris niet tot oprichting overgaan. Voordat de verklaring werd afgegeven, moesten de oprichters en toekomstige directeuren van de vennootschap dan ook aan een onderzoek worden onderworpen. Met ingang van 1 juli 2011 is dit vereiste echter komen te vervallen. In plaats daarvan vindt nu doorlopende screening door de Dienst Justis plaats.
De AIVD of MIVD voert na een aanvraag van de (toekomstige) werkgever een veiligheidsonderzoek uit. Wanneer de uitkomst positief is (dat wil zeggen: dat er geen redenen zijn om aan te nemen dat iemand niet geschikt is), wordt de verklaring afgegeven.
De VGB is geldig zolang de persoon in dezelfde vertrouwensfunctie of functiegroep waarvoor het VGB is afgegeven werkzaam is. Na vijf jaar kan een herhaalonderzoek worden gedaan.
Bezwaar tegen weigering afgifte is mogelijk bij de Bezwarencommissie Veiligheidsonderzoeken van de AIVD. Bij een negatieve beschikking op het bezwaar kan men naar de bestuursrechter stappen. Het laatste woord ligt bij de Raad van State. Deze heeft echter nog nooit een beslissing van een minister gebaseerd op onderzoek van de AIVD/MIVD teruggedraaid.
De criteria voor het verkrijgen van de verklaring zijn afhankelijk van de zwaarte van de functie en het gedrag van de betrokkene. Voor sommige functies (bijvoorbeeld bij Defensie) is een onberispelijk verleden vereist (maximaal 6 maanden cel of 240 uur dienstverlening). Voor andere functies worden justitiële antecedenten ouder dan 8 jaar in principe geaccepteerd, tenzij het ernstige misdrijven betreft.
Om pleegouder te worden is ook een verklaring van geen bezwaar nodig, van de Raad voor de Kinderbescherming.